# Zalizniaczka
Zalizniaczka (ukr. Залізнячка, hist. pol. Żeleźniaczka) – wieś na Ukrainie, w obwodzie czerkaskim, w rejonie zwinogródzkim. W 2001 liczyła 855 mieszkańców, wśród których 844 jako ojczysty wskazało język ukraiński, 10 rosyjski, a 1 mołdawski.